# Raúl Cubas Grau
Raúl Alberto Cubas Grau (* 23. August 1943 in Asunción) war von 1993 bis 1996 Finanzminister und vom 15. August 1998 bis zum 28. März 1999 Staatspräsident von Paraguay.
Der gelernte Elektroingenieur Cubas Grau ist Mitglied der paraguayischen Colorado-Partei, die ihn auch als Präsidentschaftskandidaten aufstellte. Eine seiner ersten Amtshandlungen nach seiner Ernennung war die Freilassung des durch seinen Vorgänger Juan Carlos Wasmosy inhaftierten Generals Lino Oviedo aus dem Gefängnis. Nach der Ermordung des Vizepräsidenten Luis María Argaña brachen im März 1999 Unruhen im Land aus. Der sogenannte Marzo Paraguayo begann, an dessen Ende Cubas Grau sein Amt niederlegen musste. Noch am Abend des 28. März 1999 floh er ins benachbarte Brasilien, um einer Anklageerhebung gegen ihn zu entgehen. Er wurde verdächtigt, in die Ermordung Argañas verwickelt zu sein. 2002 kehrte er nach Paraguay zurück.
Am 21. September 2004 wurde seine Tochter Cecilia entführt und am 16. Februar 2005 tot aufgefunden.
| Vorgänger           | Amt                           | Nachfolger                 |
| ------------------- | ----------------------------- | -------------------------- |
| Juan Carlos Wasmosy | Präsident Paraguays 1998–1999 | Luis Ángel González Macchi |

| Personendaten    | Personendaten                                          |
| ---------------- | ------------------------------------------------------ |
| NAME             | Cubas Grau, Raúl                                       |
| ALTERNATIVNAMEN  | Cubas Grau, Raúl Alberto (vollständiger Name)          |
| KURZBESCHREIBUNG | paraguayischer Politiker, Staatspräsident von Paraguay |
| GEBURTSDATUM     | 23. August 1943                                        |
| GEBURTSORT       | Asunción                                               |